# Mersepszeszré Ini
Mersepszeszré Ini (más néven II. Ini) az ókori egyiptomi XIII. dinasztia végének egyik uralkodója, talán a dinasztia 46. királya. Felső-Egyiptomot uralta az i. e. 17. század közepén, ismeretlen ideig.

## Említései
Mersepszeszré Ini nevét egyetlen felirat említi: egy, a karnaki Ámon-Ré templomkörzetből származó szobron, melynek csak alsó fele maradt fenn, szerepel személyneve és uralkodói neve. A római korban a szobor az itáliai Benevento Ízisz-templomába került, itt 1957-ben találták meg; ma a helyi Museo del Sannio gyűjteményében található.
Ini neve talán szerepelt a torinói királylistán is, a nyolcadik oszlop 16. sorában, ahol a Mer[…]ré név maradt fenn töredékesen. Amennyiben valóban róla van szó, úgy Mersepszeszré II. Ini a dinasztia 46. uralkodója volt. Kim Ryholt ezzel szemben úgy tartja, hogy a töredékesen fennmaradt név Merszehemré II. Noferhotep neve, akit ő nem tart azonosnak Merszehemré Ineddel. Azt biztosan tudni, hogy Mersepszeszré Ini a dinasztia végén uralkodott.

## Helye a kronológiában
Mersepszeszré Ini pontos helye a kronológiában nem ismert. A második átmeneti kor uralkodóiról összeállított kronológiájában Kim Ryholt bizonyítékok hiányában nem helyezi el. A Digital Egypt kronológiája szerint Mersepszeszré Ini elődje V. Montuhotep, utódja II. Noferhotep. Jürgen von Beckerath szerint elődje a torinói papiruszon szereplő Mer[…]ré, utódja pedig Merheperré.

## Fordítás
- Ez a szócikk részben vagy egészben  a   Mershepsesre Ini című angol Wikipédia-szócikk ezen változatának fordításán alapul.  Az eredeti cikk szerkesztőit annak laptörténete sorolja fel. Ez a jelzés csupán a megfogalmazás eredetét és a szerzői jogokat jelzi, nem szolgál a cikkben szereplő információk forrásmegjelöléseként.